# Ortygornis
Ortygornis är ett släkte med fåglar i familjen fasanfåglar inom ordningen hönsfåglar.
- Tofsfrankolin (Ortygornis sephaena)
- Grå frankolin (Ortygornis pondicerianus)
- Kärrfrankolin (Ortygornis gularis)

Tofsfrankolinen placerades tidigare i Dendroperdix, medan grå frankolinen och kärrfrankolinen fördes till Francolinus. Genetiska studier har dock visat att dessa tre står varandra närmast. De lyfts därför numera ut till ett eget släkte.
Tidigare fördes alla frankoliner, inklusive den grupp som idag kallas sporrhöns, till ett och samma släkte, Francolinus. Ett flertal DNA-studier har senare visat att de inte är varandras närmaste släktingar och delas därför nu upp i fyra eller fem släkten: Francolinus i begränsad mening, Dendroperdix (inkluderas ibland i Francolinus), Scleroptila, Peliperdix och Pternistis. Arterna i de fyra första släktena står förhållandevis nära varandra och hör till en grupp fåglar där även djungelhöns (Gallus) och bambuhöns (Bambusicola) ingår. De i Pternistis å andra sidan är mer släkt med vaktlar (Coturnix), snöhöns (Tetraogallus) och hönsfåglarna i Alectoris.